# Getterum (naturreservat)
Getterum är ett naturreservat i Borgholms kommun i Kalmar län.
Området är naturskyddat sedan 1973 och är 6,5 hektar stort. Reservatet består i norr av betesmark och i söder av strandäng.  

## Bilder

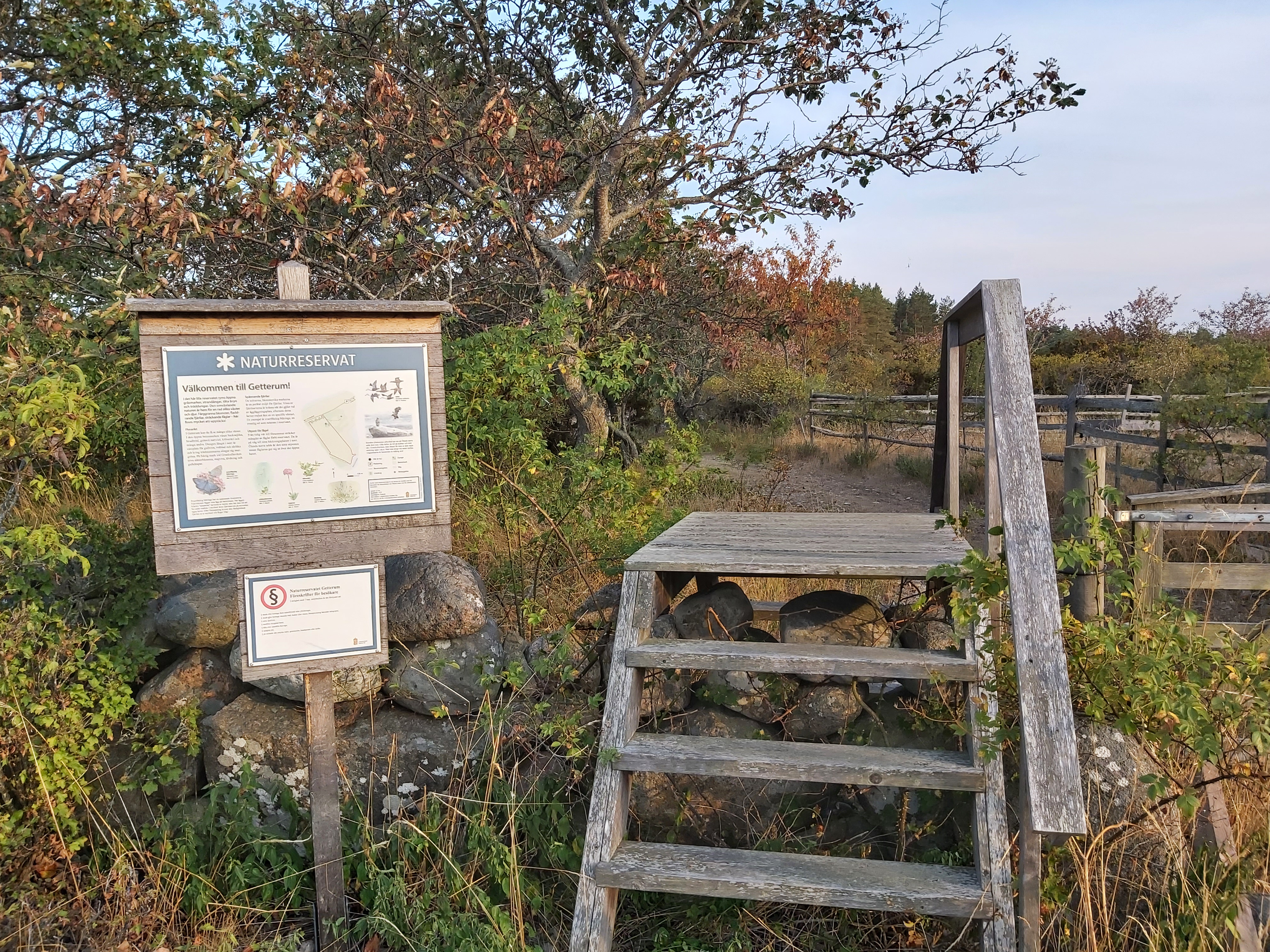
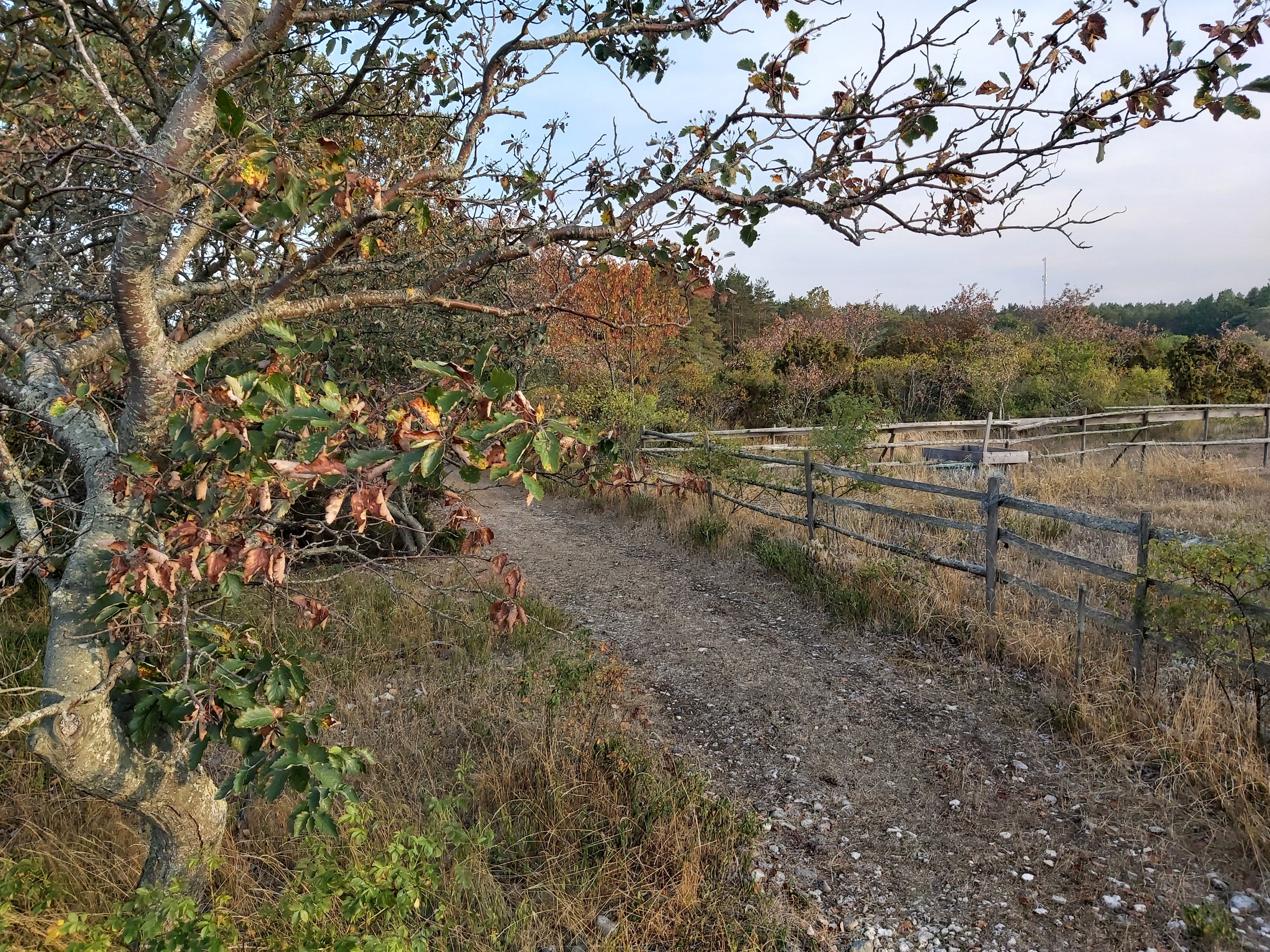
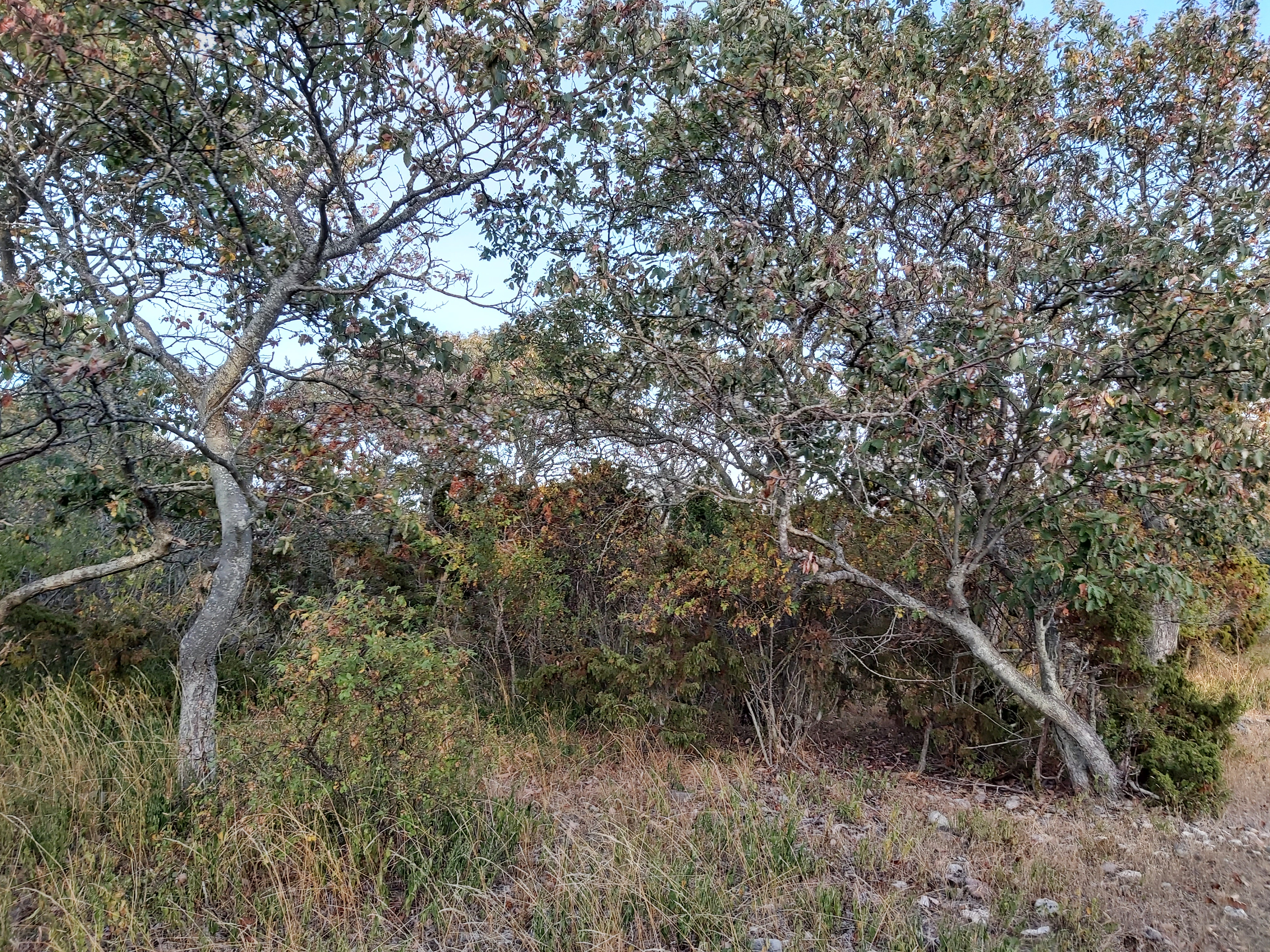
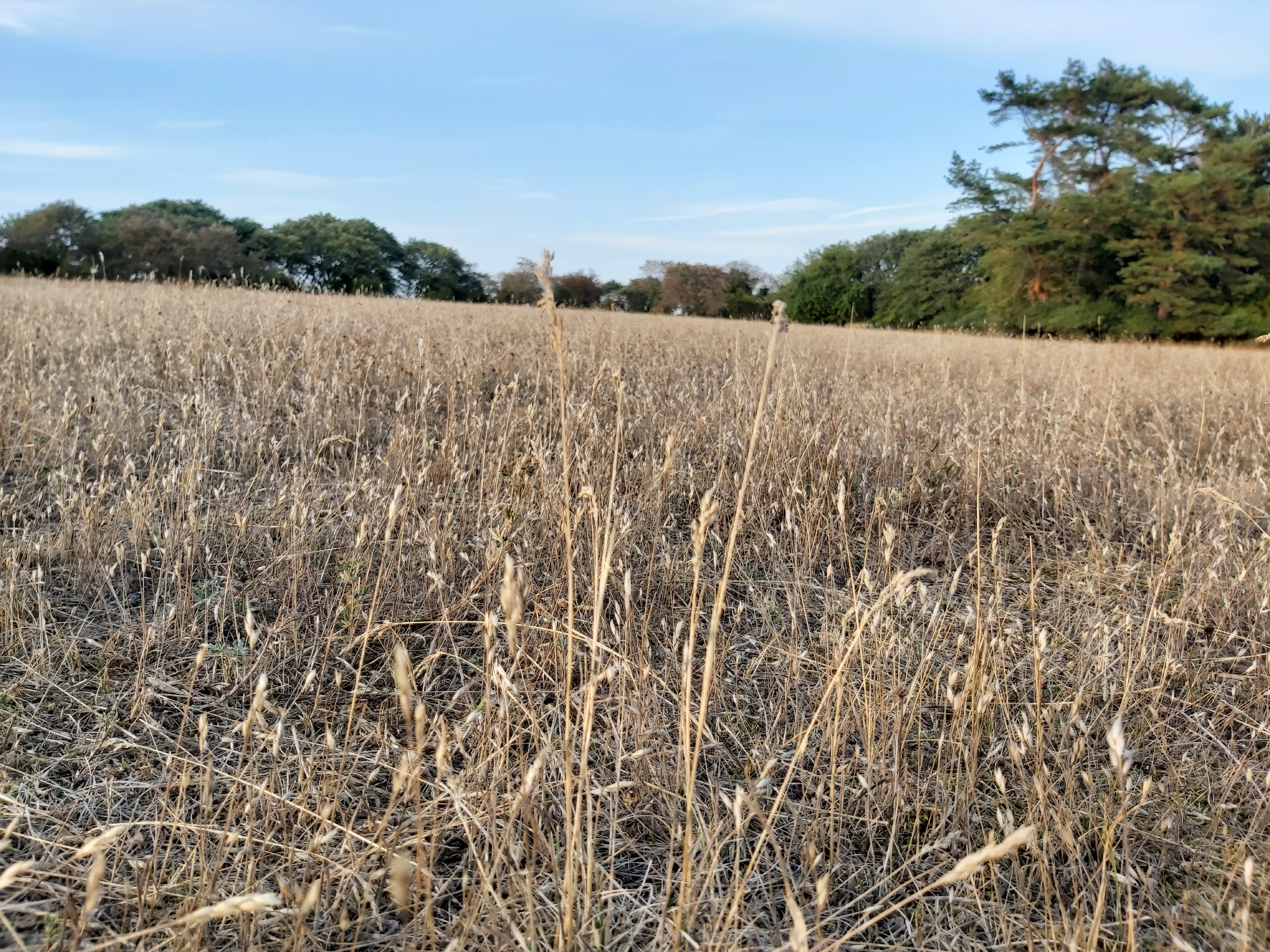
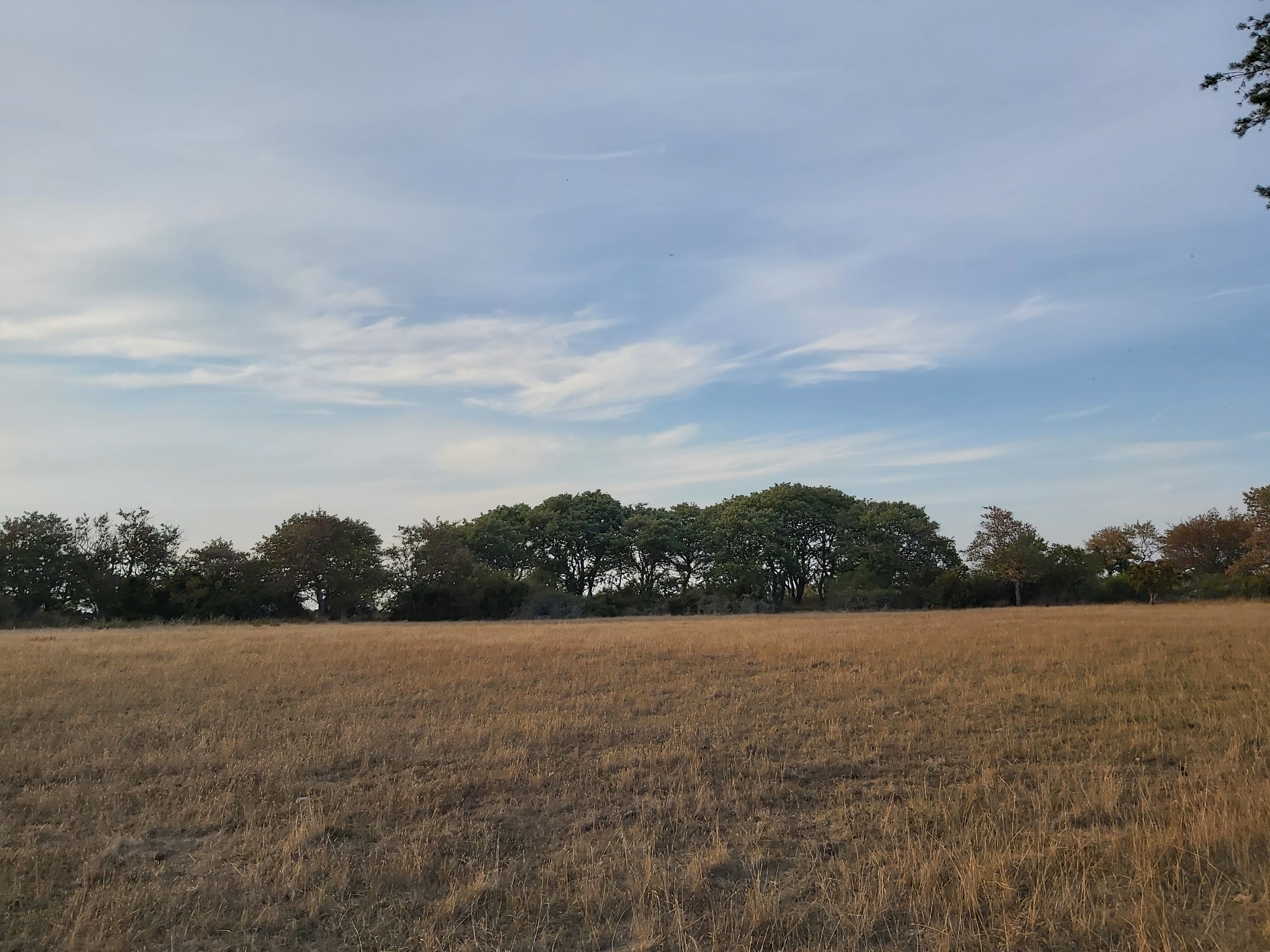
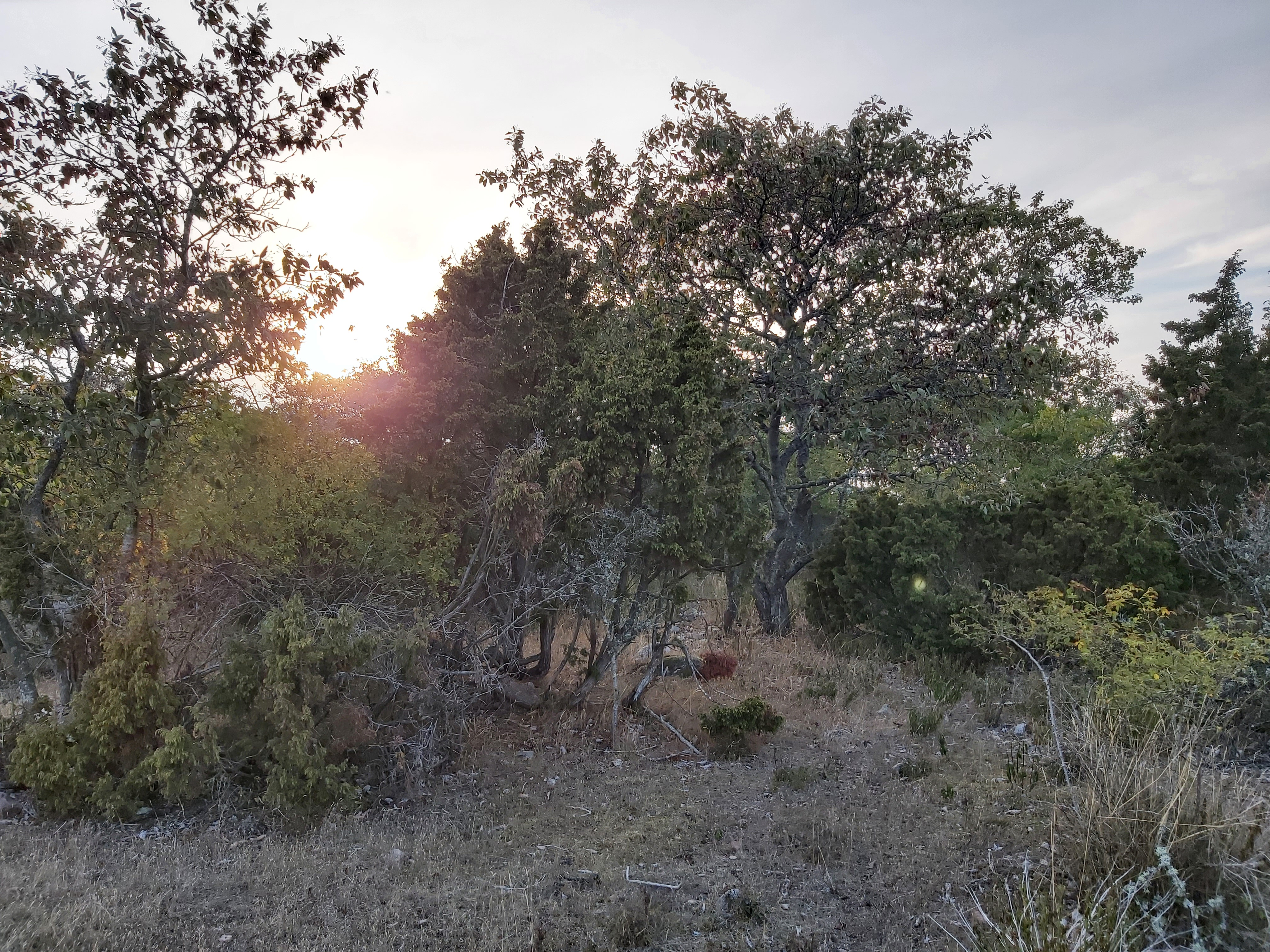
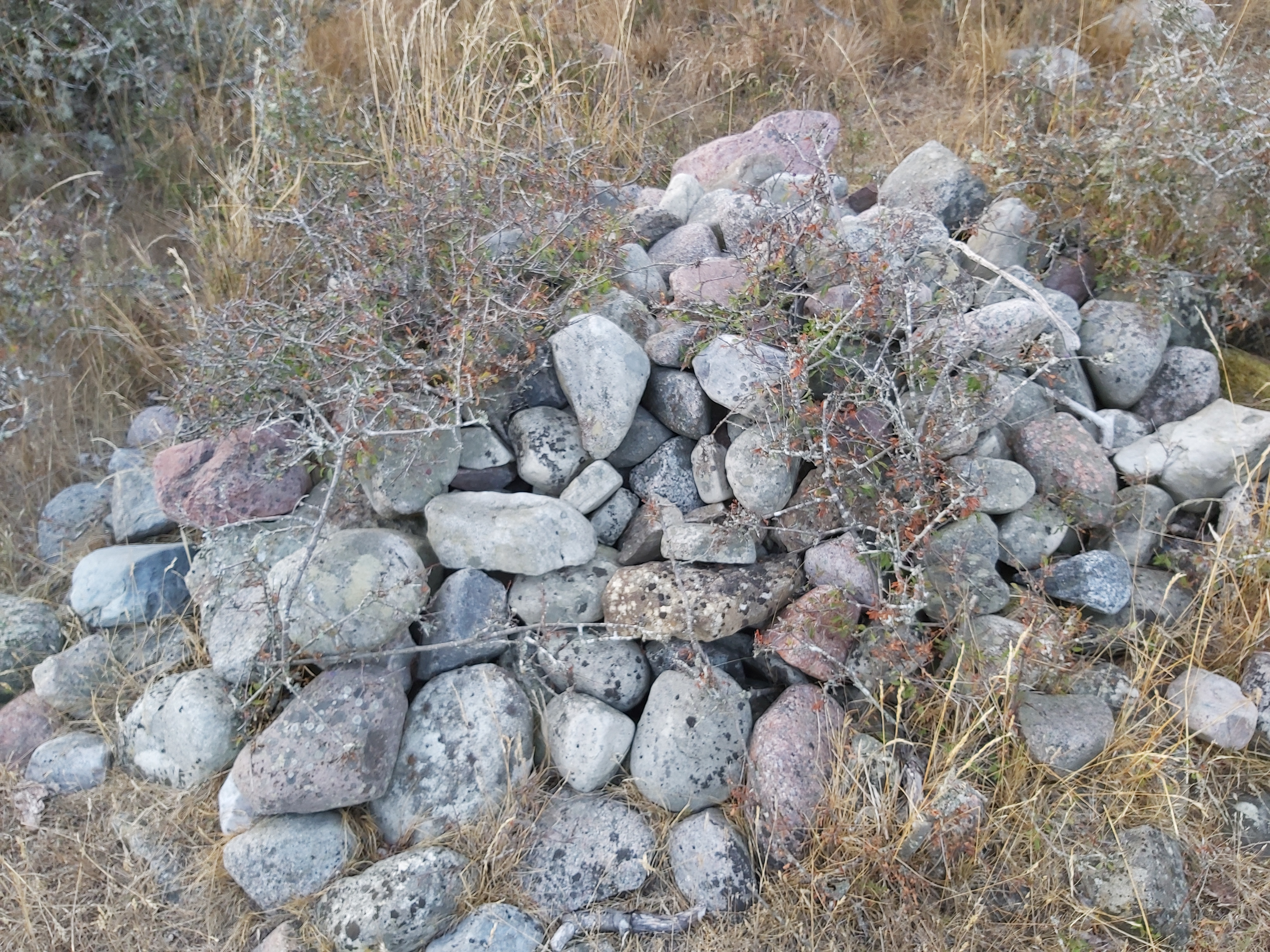
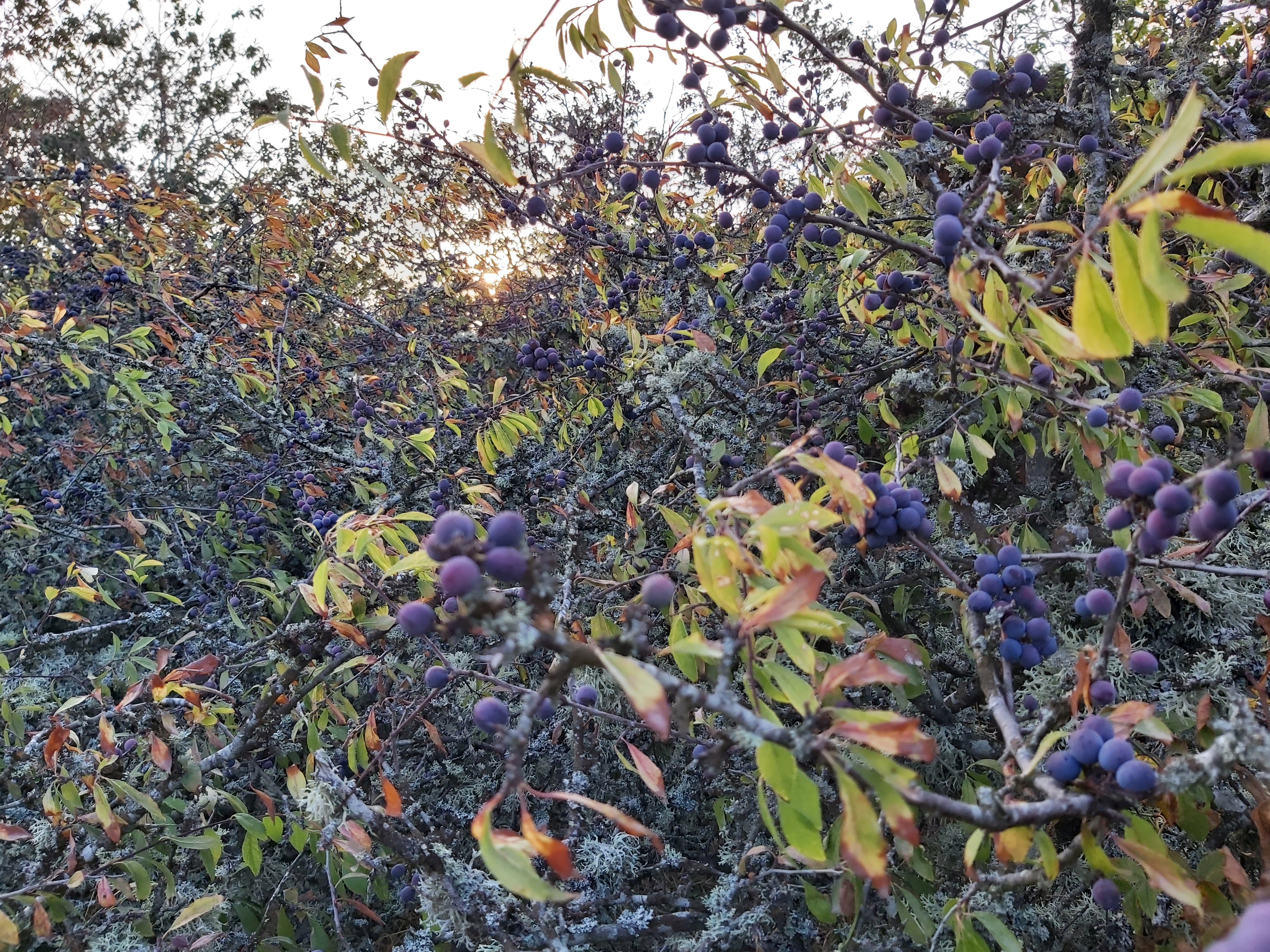
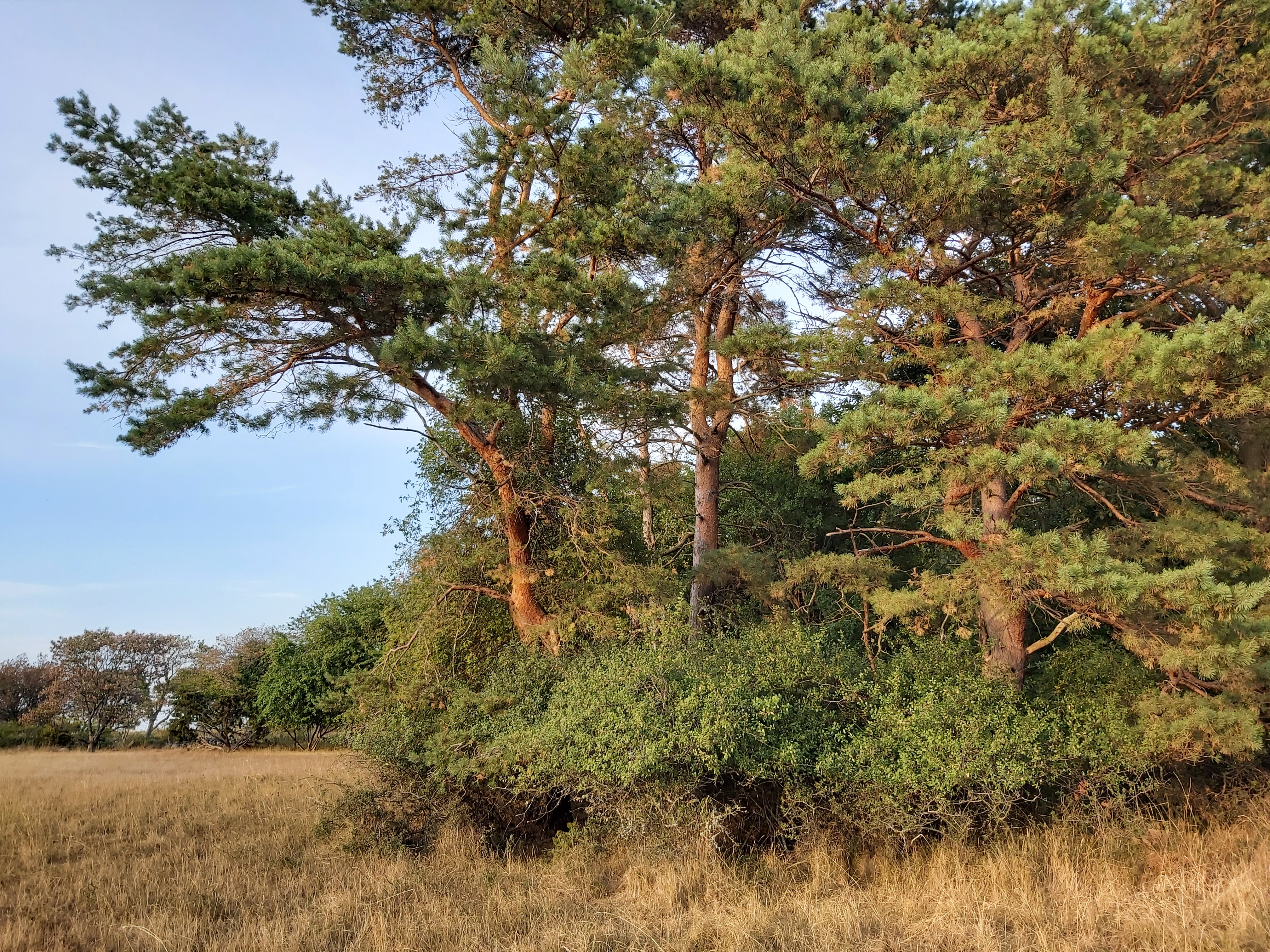